# Тисио
Тисио (греч. Θησείο) — район Афин, расположенный за северным склоном Акрополя. Граничит на юге с районом Астероскопио, на юго-западе — с Петралоной, на западе — с Керамиком, на востоке — с Монастираки и Афинской агорой, на севере — с Псири.
Своё название район получил по Храму Гефеста, который ранее ошибочно назывался Тесейон, то есть Храм Тесея, поскольку рельефы храма изображали подвиги Тесея. Кроме Храма Гефеста, на территории района Тисио расположены Стоя Аттала, небольшая церковь Святых бесплотных сил византийской эпохи на одноименной площади, одна из двух афинских синагог, Музей Бенаки, Музей Макрониса, Музей Ираклидон, афинская консерватория «Афинеум», известная большим залом на 200 человек имени Марии Каллас.
Район обслуживает станция афинского метрополитена «Тисио».
В декабре 2010 года во время ремонтных работ на станции «Тисио» афинской пригородной железной ISAP обнаружили новые археологические находки. Станцию откроют для пассажиров после того, как Общество археологов обнародует своё заключение.